# Rhys Mechyll
Rhys Mechyll ap Rhys Gryg († 1244) prince de Deheubarth qui règne sur Cantref Mawr pendant 10 ans de 1234 à 1244.

## Origine
Rhys Mechyll est le fils de Rhys Gryg (†  1234) (Rhys le Rauque), le fils de  Rhys ap Gruffydd († 1197), « le Seigneur Rhys », qui règne sur l'ensemble du royaume de Deheubarth.

## Union
Rhys Mechyll épouse Matilde de Braose († 1248) fille de Reginald de Braose († 1228), qui n'hésite pas à livrer la principale forteresse de la lignée le château de Carreg Cennen au Anglo-normands en 1248, au détriment des intérêts de son propre fils Rhys. 
Le Brut y Tywysogion, rapporte cet évènement sous l'année 1248: 
Rhys Fychan ap Rhys Mechyll reprend le château de Carreg Cennen, que sa mère a traitreusement livré aux « Français », par inimitié envers son fils.

## Postérité
Rhys Mechyll laisse donc un fils Rhys Fychan c'est-à-dire « le Jeune »  ap Rhys Mechyll (mort le 12 août 1271) qui sera dépossédé  par son oncle Maredudd ap Rhys et une fille Gwenllian, l'héritière de son frère qui épouse  Gilbert Talbot († 1274), grand-père de  Gilbert Talbot, 1er Baron Talbot († 1345/6), qui reprend les anciennes armoiries de la lignée de Dinefwr, comme celles émanant d'une grande princesse au détriment  de ses propres armoiries paternelles.

## Sources
- (en) R. R. Davies, The age of conquest : Wales, 1063-1415, Oxford New York, Oxford University Press, 2000, 530 p. (ISBN 0-19-820878-2, lire en ligne).
- (en) David Walker, Medieval Wales, Cambridge England New York, Cambridge University Press, 1990, 235 p. (ISBN 978-0-521-31153-3, lire en ligne), p. 98